# Реформ УК
Реформ УК је популистичка политичка странка у Уједињеном Краљевству коју предводи Најџел Фараж. До почетка јануара 2021. године носили су име Брегзит патрија.
Као Брегзит партију, основали су је у новембру 2018. године Најџел Фараж и Кетерин Белјклок као евроскептичну странку са наведеном сврхом залагања за иступање Уједињеног краљевства из Европске уније. Пре иступања, странка је имала 23 посланика у Европском парламенту. Њихов највећи изборни успех је био освајање 29 места и највећи удео националног гласања на изборима за Европски парламент 2019. године у Уједињеном Краљевству.
Приоритет странке је био да се Британија повуче из Европске уније и пређе на правила трговања Светске трговинске организације ако се не може договорити споразум о слободној трговини, који су описали као ,,чисти брегзит", познатији као ,,брегзит без договора". Генерално описивани као популисти,  подршку су добијали од оних који су били фрустрирани одложеном применом одлуке о референдуму из 2016. године и желе да напусте ЕУ, а да не остану део јединственог тржишта или царинске уније ЕУ. Многи од њених присталица били су раније чланови Странке независности Уједињеног Краљевства (УКИП) - Фараж је предводио УКИП од 2006. до 2009. и од 2010. до 2016. - као и Конзервативне странке, укључујући високе чланове попут Ен Видекомб и Анунзијате Риз-Мог.  Било је и неких одобрења левичарских присталица Брегзита, попут бившег посланика Партије поштовања Џорџа Галовеја и бивших чланова Револуционарне комунистичке партије.
Странка се обликовала као фокусирана на обнављање британског демократског суверенитета. На такмичењу за изборе за Европски парламент 2019. године постала је највећа странка у контингенту Уједињеног Краљевства.Фараж је Конзервативној странци понудио изборни пакт за опште изборе 2019. године, и иако је то одбијено, странка Брегзит једнострано је одлучила да не кандидује кандидате у изборним јединицама које су конзервативни кандидати победили на претходним изборима.
31. јануара 2020. Уједињено Краљевство се повукло из Европске уније. До маја 2020. предложени су предлози за ребрендирање Брегзит странке као Реформске странке.   У новембру 2020. објављено је да се Фараж пријавио Изборној комисији да поново региструје Брегзит странку као Реформ УК.   6. јануара 2021. странка је званично пререгистрована као Реформ УК. 